# Blum (película)
Blum es una película argentina estrenada el 23 de julio de 1970. Dirigida por Julio Porter sobre un guion de Enrique Santos Discépolo, fue protagonizada por Darío Vittori, Nélida Lobato, Enzo Viena y Maurice Jouvet.

## Historia
Un hombre dueño de negocios y una gran fundación tiene todo lo que quisiera, una vida de dinero, una casa muy grande y ser millonario, pero su vida no es feliz ya que se da cuenta de que el dinero no puede comprar la felicidad.

## Reparto
Intervinieron en el filme los siguientes intérpretes:
- Darío Vittori	 ...	Cayetano Blum
- Nélida Lobato	 ...	Lucy
- Enzo Viena	 ...	Pereyra
- Maurice Jouvet	 ...	Aliso
- Mabel Manzotti	 ...	Renata
- Leda Zanda	 ...	Isabel
- Marta Ecco	 ...	Ofelia
- Carlos Muñoz
- Amalia Bernabé     ...    benefactora

## Comentarios
revista Gente dijo:

”Hay que reconocer que Blum resulta soportable. Pero también, que es lo mínimo que se puede pedir en un espectáculo por el que se cobra entrada.”

Manrupe y Portela escriben:

”Tardía adaptación cinematográfica de la obra de Discépolo, con una de las pocas apariciones en pantalla de Nélida Lobato, en una película excesivamente teatral y anticuada. Vittori intenta ser Discepolín.”

## Referencias

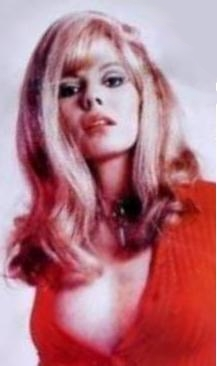
Nélida Lobato